# Faramarz

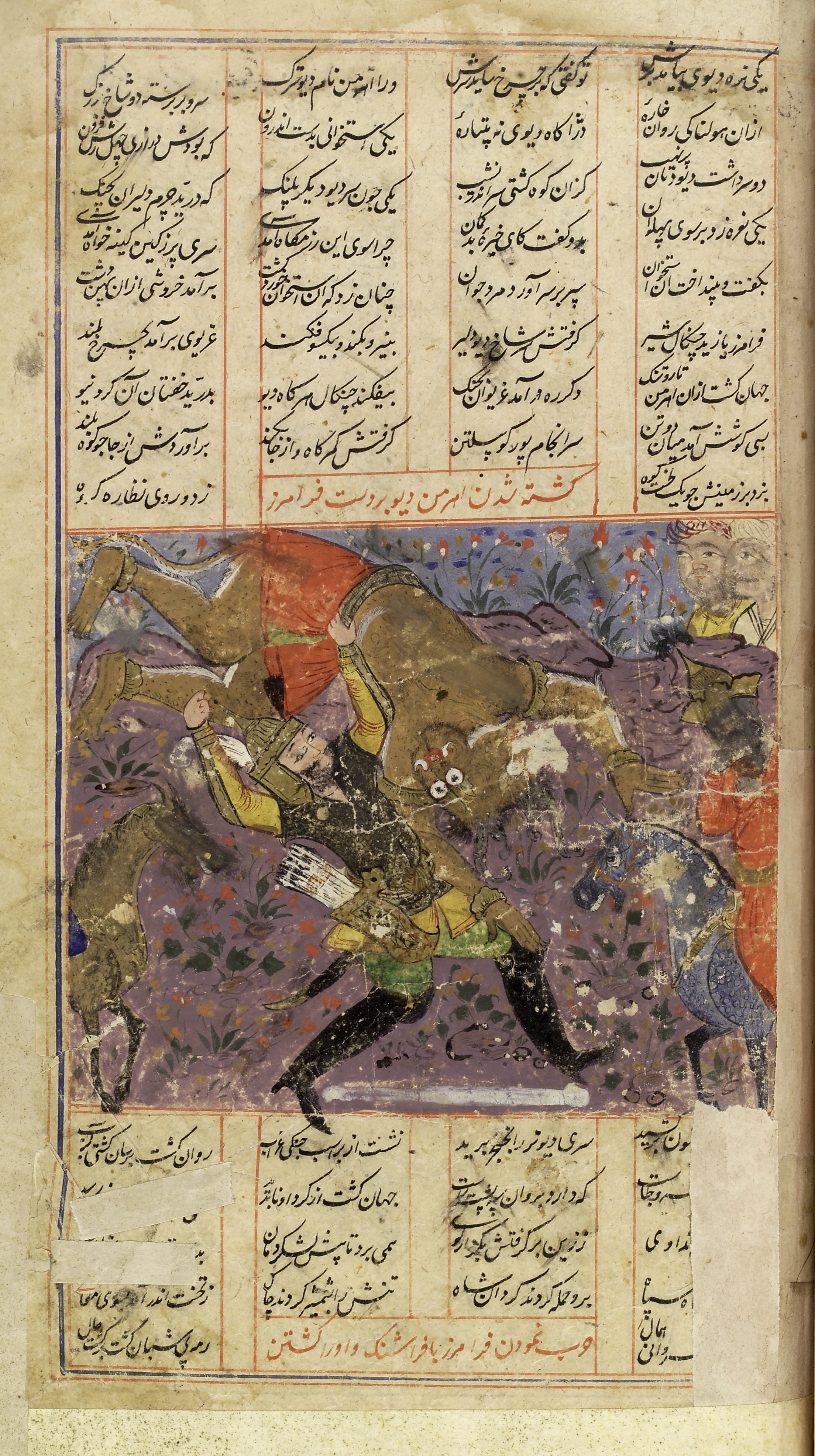
Den iranske hjälten Faramarz dräper Ahriman - en miniatyr från Shahnameh

Faramarz (persiska: فرامرز) är en legendarisk hjälte i persisk mytologi och son till Rostam.
I Ferdousis Shahnameh (Kungaboken) berättas det om Faramarz stordåd och bedrifter.